# Metro 2033 (Roman)
Metro 2033 ist ein dystopischer Roman des russischen Autors Dmitri Alexejewitsch Gluchowski aus dem Jahr 2007. Die Handlung spielt in einem zukünftigen Moskau, dessen oberirdischer Teil nach einem Atomkrieg unbewohnbar geworden ist, so dass die Überlebenden gezwungen sind, in der teilweise ebenfalls zerstörten Metro zu leben.

## Handlung
Die Handlung des Buches setzt einen nicht näher beschriebenen atomaren Großkonflikt voraus, der weite Teile der Erde vollends verwüstet und auf unbestimmte Zeit unbewohnbar gemacht hat. Im Jahre 2033, dem Zeitpunkt, an dem die im Buch beschriebenen Ereignisse einsetzen, ist die Welt folglich eine komplett andere als die jetzige. Ein eisiger nuklearer Winter, ausgelöst durch die Auswirkungen von Nuklearexplosionen auf die Erdatmosphäre, überzieht den gesamten Planeten, zudem erlaubt es die massive Reststrahlung keinem ungeschützten menschlichen Wesen, länger als ein paar Minuten an der Oberfläche zu überleben. Der Mensch hat im Rahmen der Erzählung ein für allemal seine Vormachtstellung verloren und muss sich unter die Erde in die U-Bahnsysteme flüchten. Denn in der Zwischenzeit haben sich, ausgelöst von der massiven nuklearen Strahlung, bizarr mutierte Lebensformen gebildet, die von kleinen, lichtempfindlichen Amöbenpilzen im Untergrund über geflügelte „Dämonen“ bis hin zu den unheimlichen menschenähnlichen „Schwarzen“ reichen.
Der Protagonist des Romans, ein junger Russe namens Artjom, sieht sich an seiner Heimatstation, der WDNCh, von dunkelgefärbten Mutanten, den sogenannten „Schwarzen“, bedroht. Ihm selbst erscheinen die Schwarzen immer wieder in rätselhaften Visionen. Eines Tages erscheint ein Soldat namens Hunter auf der Station, dem Artjom sein Geheimnis erzählt: Wahrscheinlich ist er selbst dafür verantwortlich, dass die „Schwarzen“ die WDNCh angreifen. Als Junge brach er zusammen mit zwei Freunden zu einer unbewohnten Nachbarstation auf. Dort öffneten sie das hermetische Tor, um an die Oberfläche zu gelangen. Vom Anblick des Himmels erschreckt, flüchteten sie in Panik und ließen das Tor geöffnet zurück.
Hunter macht sich auf, um das Tor wieder zu schließen.
Artjom wird von Hunter beauftragt, falls er, Hunter, nicht zurückkäme, diese Gefahr, die womöglich die gesamte Moskauer Metro zerstören könnte, an den „Polis“ genannten Stationenverbund in der Mitte der Untergrundbahn zu melden. Als Hunter tatsächlich nicht zurückkommt, bricht Artjom auf.
Sein Weg zur Polis führt ihn durch viele Stationen der Moskauer Metro, wird jedoch durch zwangsläufige Umwege geprägt, da in den Stationen meist unterschiedliche Gruppierungen an der Macht sind, z. B.: Die Hanse (Die Gemeinschaft der Ringstationen), Banditen, aber auch Kommunisten und Faschisten. Zudem liegen manche Stationen sehr nah an der verstrahlten Oberfläche, was Mutationen bei Stationsbewohnern hervorgerufen hat. An der Polis angekommen, muss Artjom bald feststellen, dass der Rat der Ringstationen nicht in der Lage ist, der WDNCh Hilfe zu gewähren. Artjom ist am Boden zerstört, bis ihn ein Ratsmitglied zu einem privaten Gespräch beiseite nimmt und Artjom mitteilt, dass es doch noch eine Lösung gäbe: in die große Bibliothek hinaufzusteigen, um nach einem sagenumwobenen Buch zu suchen. Als Gegenleistung wird ihm eine Möglichkeit versprochen, die „Schwarzen“ zu vernichten. Artjom macht sich mit einigen Mitstreitern also auf den Weg zur Bibliothek, findet die gesuchten Unterlagen dort jedoch zunächst nicht, und letztlich wird sein Gefährte Danila noch von einem der dort lebenden mutierten Wesen, einem sogenannten „Bibliothekar“, getötet. Dieser hatte einige blutdurchtränkte Dokumente bei sich, die den Weg zu einer noch intakten Raketenbasis weisen, erreichbar durch einen geheimen Bereich der Metro (die „D-6“), die ehemals der sowjetischen Regierung vorbehalten war. Letztlich gelingt es Artjom und seinen Mitstreitern, trotz der Gefahren, die noch auf Artjom warten (so muss er etwa den Weg zur nächsten Station allein auf der Oberfläche bewältigen), von der Spitze des Ostankino-Turms die notwendigen Zielkoordinaten zu übermitteln, um einen Raketenangriff auf die Heimat der Schwarzen, den Moskauer Botanischen Garten, zu ermöglichen. Artjom beobachtet vom Turm aus, wie sein Ziel durch die Splittergefechtsköpfe zerstört wird.
Die WDNCh ist gerettet, aber eine letzte Vision der Schwarzen stimmt Artjom nachdenklich. In dieser meint Artjom zu erkennen, dass diese eine, immer wiederkehrende Vision, in der er einen dunklen Metrotunnel entlangläuft und schließlich einem Schwarzen begegnet, lediglich ein Annäherungsversuch der Schwarzen war, die mit ihm telepathisch Kontakt aufnehmen wollten. Im Nachhinein wird Artjom klar, dass die Schwarzen auch bei ihrem Vordringen zur WDNCh nie Gewalt angewandt und auch nie jemanden zu verletzen oder zu töten versucht haben, sondern dass sie lediglich versuchten, friedlich Kontakt mit den Menschen aufzunehmen. Artjom, der durch seine Träume, deren Botschaften er jedoch bisher nicht verstand, einer der wenigen Menschen war, mit denen die Schwarzen telepathisch in Verbindung treten konnten, sollte ihnen dabei als Vermittler dienen. Die Wachposten an der Station, deren Bewohner und auch Artjom selbst zogen jedoch nie in Betracht, dass es sich bei den Schwarzen um friedliche, empfindungsfähige, intelligente Wesen handeln könnte, sondern hielten sie für gewöhnliche mutierte und gefährliche Tiere und eröffneten jedes Mal sofort das Feuer, wenn diese sich der Station näherten.
Die Mutanten entpuppten sich für Artjom im Nachhinein jedoch als Profiteure der neuen Situation auf dem Planeten nach den Verheerungen des Atomkriegs, die sich den neuen Lebensbedingungen an der verstrahlten Erdoberfläche einfach besser angepasst haben als die Menschen, und die den Menschen auf friedliche Weise dabei helfen wollten, sich ebenfalls an die neuen Bedingungen an der Erdoberfläche anzupassen, damit auch diese eines Tages wieder dort leben könnten. Weinend zieht Artjom seine Gasmaske aus, da er versteht, dass er durch seine eigenen Handlungen und durch die gewalttätige, intolerante Natur des Menschen gegenüber anderen Lebewesen die letzte Hoffnung der Menschheit auf Erlösung bzw. ein Leben an der Oberfläche vernichtet hat.

## Hintergrund
Der Protagonist trifft während seiner Reise durch die Untergrundbahn immer wieder auf unterschiedliche Metrostationen und Bevölkerungsgruppen, die in ihrer Zusammensetzung historische oder heutige soziale Strukturen widerspiegeln. Zum Beispiel finden sich im Roman sowohl Kommunisten, die auf der als „Rote Linie“ bezeichneten U-Bahn-Linie 1 leben, als auch Faschisten, die ihr sogenanntes „Viertes Reich“ auf dem Umsteigeknotenpunkt unterhalb des Puschkinplatzes errichtet haben. Ebenfalls ist ein soziales Gefälle feststellbar, welches sich unter anderem auch an den architektonischen Gegebenheiten der einzelnen Metrostationen zeigt.
Dmitri Gluchowski greift in seinem Roman die moderne Legende einer geheim gehaltenen U-Bahn-Linie, der sogenannten „Metro 2“, auf. Im Buch verbindet die fiktive Linie verschiedene strategisch wichtige Standorte mit dem Kreml.

## Kritik
In der Kritik wird die Grundidee des Romanes als originelle Variation bekannter Muster wahrgenommen. Die drei Werke (Metro 2033, Metro 2034 und Metro 2035) gelten darüber hinaus auch deshalb als besonders, weil sie bereits während ihres Entstehungsprozesses in unfertiger Form im Internet veröffentlicht wurden, so dass die Leser Einfluss auf die Entstehung nehmen konnten.

## Fortsetzungen
Die von Dmitri Gluchowski geschriebene Fortsetzung von Metro 2033 erschien im Oktober 2009 auf Deutsch mit dem Titel Metro 2034. Der Protagonist ist hier ein alter Mann namens Homer, der mit Hunter einen Virus besiegen muss.
Am 12. Juni 2015 erschien der dritte offizielle Teil von Dmitri Gluchowski. Er trägt den Titel Metro 2035. Am 11. April 2016 erschien die deutsche Übersetzung.
Seit 2009 erscheinen in Russland weitere, von anderen Autoren geschriebene Romane, die im Metro-2033-Universum angesiedelt sind. Bisher wurden neun Bücher ins Deutsche übersetzt, erschienen im Heyne Verlag in der Reihe METRO 2033-Universum-Roman.

## Videospiele
Im März 2010 erschienen für die Xbox 360 und Windows das Spiel Metro 2033, das die Handlung des Buches nachstellt. Entwickelt wurde es durch das ukrainische Studio 4A Games und über den US-amerikanischen Spielepublisher THQ veröffentlicht. Das Videospiel weicht stellenweise von der Buchhandlung ab, beispielsweise wird der Standort der Raketenbasis aus dem Archiv geholt, während dies im Buch ursprünglich die Belohnung für den Fund eines bestimmten Folianten darstellt.
Ausgehend von Metro 2033 entwickelte 4A Games eine Fortsetzung, die abermals den Protagonisten Artjom in den Vordergrund stellt, der Gerüchte von der Sichtung eines einzelnen überlebenden Schwarzen untersucht. Das Spiel erschien am 17. Mai 2013 für Windows, OS X und Linux sowie Xbox 360 und PlayStation 3.
Am 14. Februar 2019 erschien Metro Exodus.

## Ausgaben
- Dmitri Alexejewitsch Glukhovski: Metro 2033, Heyne Verlag, 2008, ISBN 978-3-453-53298-4; dazu gekürzte Hörbuchfassung, gelesen von Detlef Bierstedt: Dmitri Alexejewitsch Glukhovski: Metro 2033, DAV, 2009, ISBN 978-3-89813-852-9
  - neue Auflage:
  - Metro 2033, Heyne Verlag, 2012, ISBN 978-3-453-52968-7
  - Metro 2033 / Metro 2034, Heyne Verlag, 2014, ISBN 978-3-453-31593-8
  - Metro – Die Trilogie, Heyne Verlag, 2019, ISBN 978-3-453-32062-8